# Криза світового автопрому (2008—2010)
Криза в світовому автопромі — друга (після іпотечної) фаза світової фінансової кризи 2008—2009, що призвела до рецесії і банкрутств серед світових автогігантів.
Іпотечна криза в США (2007) спровокувала у вересні 2008 року кризу ліквідності світових банків: банки припинили видачу кредитів, зокрема кредитів на купівлю автомобілів. Унаслідок цього обсяги продажів автогігантів стали скорочуватися. Три автогіганти (Opel, Daimler і Ford) повідомили в жовтні про скорочення обсягів виробництва в Німеччині. Економічні новини весни 2009 р. рябіли повідомленнями про порятунок Opel. 
1 червня 2009 року заявив про своє банкрутство автогігант General Motors.
У 2013 році продажі автомобілів у Європі впали до мінімуму за два десятиліття..